# German Bokun
German Bokun (ros. Герман Матвеевич Бокун) (ur. 27 sierpnia 1922, zm. 8 marca 1978) – radziecki szermierz. Reprezentant kraju podczas Igrzysk Olimpijskich 1952 w Helsinkach. Na Igrzyskach uczestniczył w turnieju indywidualnym, w którym dotarł do drugiej rundy i drużynowym florecistów, w którym odpadł w pierwszej.